# Olympic Gramofon
Olympic Gramofon est un groupe éphémère de musique français. Le groupe était constitué de six musiciens, qui ont publié un CD homonyme en 1996.

## Biographie
Publié à l'origine en 1996 sur le label Pee Wee Music, l'album Olympic Gramofon devient par la suite introuvable. Il documente les premières expérimentations de jeunes musiciens qui sont devenus par la suite des figures majeures du jazz français. C'est dans ce groupe que se sont rencontrés Vincent Ségal et Cyril Atef, qui formeront par la suite Bumcello. L'album est ré-édité en 2003 par Label Bleu.

## Membres
- Julien Lourau — saxophone, flûte, enregistreur
- Vincent Ségal — violoncelle électrique ou acoustique
- Cyril Atef — batterie, voix, percussions
- Éric Löhrer — guitare
- Sébastien Martel — guitare, voix
- DJ Shalom — scratch